# Сан Паоло д’Аргон
Сан Паоло д’Аргон (итал. San Paolo d'Argon) је насеље у Италији у округу Бергамо, региону Ломбардија.
Према процени из 2011. у насељу је живело 4757 становника. Насеље се налази на надморској висини од 243 м.

## Становништво
Према резултатима пописа становништва 2011. у општини је живело 5.386 становника.
| 1931. | 1936. | 1951. | 1961. | 1971. | 1981. | 1991. | 2001. | 2011. |
| ----- | ----- | ----- | ----- | ----- | ----- | ----- | ----- | ----- |
| 1.181 | 1.278 | 1.434 | 1.672 | 2.283 | 2.918 | 3.390 | 4.478 | 5.386 |